# Ushio to Tora: Shin'en no daiyō
Ushio to Tora: Shin'en no daiyō (うしおととら 深淵の大妖? lett. "Ushio e Tora: Il demone degli abissi") è un videogioco di ruolo alla giapponese sviluppato e distribuito dalla Yutaka per NES e pubblicato il 9 luglio 1993 esclusivamente in Giappone. Il videogioco è ispirato al manga Ushio e Tora di Kazuhiro Fujita.